# Luxemburgplein
Het Luxemburgplein (Frans: Place du Luxembourg) ook wel Place Lux of Plux genoemd is een plein in de Europese wijk van Brussel en ligt voor het grootste gedeelte in de gemeente Brussel en voor een klein deel in de gemeente Elsene. Het plein ligt in het gebied van de oostelijke uitbreiding van Brussel en dankt zijn naam aan de spoorwegverbinding tussen Brussel en Luxemburg. Op het plein bevonden zich hotels waarvan de namen verwezen naar steden gelegen op deze lijn: op n° 4 het Hotel du Cercle Namurois, n° 5 was het Hôtel de la ville de Wavre en op n° 7 bevond zich het Hôtel de Gembloux.
In het midden van het plein staat een standbeeld van John Cockerill, een vooraanstaande Brits-Belgische industrieel uit de 19de eeuw. Het is een kopie van het beeld dat staat aan het stadhuis van Seraing.
Meteen achter het standbeeld aan de oostzijde van het plein staat de voormalige ingang van het Leopoldstation, nu het ondergrondse station Brussel-Luxemburg, waarvan de ingang naar het oosten werd verplaatst. Het is een geklasseerd gebouw dat nu door het Europees Parlement en de Belgische overheid gebruikt wordt als een gemeenschappelijk informatiecentrum en museum. De gebouwen naast en achter het voormalige stationsgebouw maken deel uit van de Leopoldruimte, het complex van de Brusselse zetel van het Europees Parlement.

## Toekomst
In de plannen voor de herinrichting van de Leopoldswijk zou het Luxemburgplein een van de drie grote voetgangerspleinen worden, die elk zouden focussen op een ander thema. Gezien de nabijheid van het Parlement zou het thema van het Luxemburgplein de "burger" worden. Ook wordt een mogelijke afbraak overwogen van de gebouwen tussen de Aarlenstraat en de Trierstraat om een nieuw plein aan te leggen, eventueel als een lange uitloper van het Luxemburgplein, om een brede laan als publieke ruimte te creëren.